# Белицковка
Белицковка (укр.  Білицківка) — село, 
Станичненский сельский совет,
Нововодолажский район,
Харьковская область.
Село ликвидировано в ? году.

## Географическое положение
Село Белицковка примыкает к селу Москальцовка.
Рядом проходит автомобильная дорога Р-51.

## История
- ? — село ликвидировано.